# پیتر لوونکرندز
پیتر لوونکرندز (انگلیسی: Peter Løvenkrands؛ زادهٔ ۲۹ ژانویهٔ ۱۹۸۰) یک بازیکن فوتبال اهل دانمارک است.
وی همچنین در تیم ملی فوتبال دانمارک بازی کرده‌است.